# Can Naves (Argentona)
Can Naves és una obra eclèctica d'Argentona (Maresme) protegida com a Bé Cultural d'Interès Local.

## Descripció
Xalet monumental construït el 1942. És de planta quadrada, amb una torre mirador a cada extrem de la façana de migdia, i dues garites a la façana de tramuntana, amb soterrani, planta baixa i dos pisos, més un per la torre, amb teulada a quatre aigües.
En certa manera té l'aspecte d'un gran edifici senyorial del segles XV-XVI. Té un portal d'arc de mig punt i molts elements de pedra a les obertures.
Destaquen els esgrafiats policromats de les façanes, obra de Francesc Labarta.
L'interior té una gran escalinata i un gran saó obert. El més destacat són les pintures de la cúpula obra de Josep Maria Sert, fetes l'any 1945.